# 凯克松
凯克松（法語：Caixon）是法国上比利牛斯省的一个市镇，位于该省北部，属于塔布区。该市镇总面积8.55平方公里，2009年时的人口为408人。

## 人口
凯克松人口变化图示